# 3967 Shekhtelia
A 3967 Shekhtelia (ideiglenes jelöléssel 1976 YW2) egy kisbolygó a Naprendszerben. Ljudmila Ivanovna Csernih fedezte fel 1976. december 16-án.